# شرکت قتل
شرکت قتل، یک گروه جنایت سازمان یافته فعال از سال ۱۹۲۹ تا ۱۹۴۱ بود که به عنوان بازوی اجرایی سندیکای بین المللی جنایت  عمل می کرد، شامل مافیای ایتالیایی-آمریکایی، اوباش یهودی و سایر سازمان های جنایتکار در شهر نیویورک و دیگر جاها بود.  اعضای آن عمدتاً از محله های یهودی و ایتالیایی فقیر و طبقه کارگر در منهتن و بروکلین استخدام می شدند. در ابتدا لوئیس "لپکه" بوخالتر و سپس آلبرت آناستازیا ریاست آن را بر عهده داشت. 
نظر بر این بود که شرکت قتل مسئول بین ۴۰۰ تا ۱۰۰۰ قتل قراردادی است،  تا اینکه این جنایت های این گروه در سال ۱۹۴۱ توسط عضو سابق ابه رلز افشا شد.  در محاکمه های بعدی، بسیاری از اعضا محکوم و اعدام شدند و خود آبه رلس نیز پس از سقوط مشکوک از پنجره جان خود را از دست داد. توماس ای. دیویی ابتدا به عنوان قاتل پرونده های جرایم سازمان یافته به شهرت رسید، قبل از اینکه چهل و هفتمین فرماندار نیویورک  شود. 

## ریشه ها
سازمان جنایی باگز و مایر ریشه اصلی شرکت قتل بود. این باند در اوایل دهه ۱۹۲۰ توسط اوباش یهودی - نیویورکی، مایر لانسکی و باگزی سیگل تأسیس شد. چارلز "لاکی" لوسیانو ، مافیای سیسیل ، کمیسیون جنایت را ایجاد کرد و شروع به همکاری نزدیک با دوست خود لانسکی و اوباش یهودی کرد و یک اتحاد چند قومیتی ایجاد کرد که در نهایت " سندیکای جنایت ملی " نام گرفت. اندکی بعد، سیگل و لنسکی باند باگز و مایر را منحل کردند و به تشکیل Murder, Incorporated کمک کردند.

## روش ها
اعضای شرکت قتل، گانگسترهایی ایتالیایی و یهودی از باندهای Lower East Side و محله بروکلین Brownsville ، East New York و Ocean Hill بودند که در شهر نیویورک مرتکب جنایاتی شدند. به عنوان مجری لوئیس "لپکه" بوچالتر، اوباش یهودی نیویورکی قتل هایی داشت، و قراردادهای قتل را از سران اوباش در سراسر ایالات متحده می پذیرفت. 
به قاتلان حقوق ثابت و همچنین دستمزد متوسط ۱۰۰۰ تا ۵۰۰۰ دلار برای هر قتل پرداخت می شد.  خانواده های آنها نیز از مزایای مالی برخوردار می شدند.

## تأسیس و فعالیت‌های اولیه

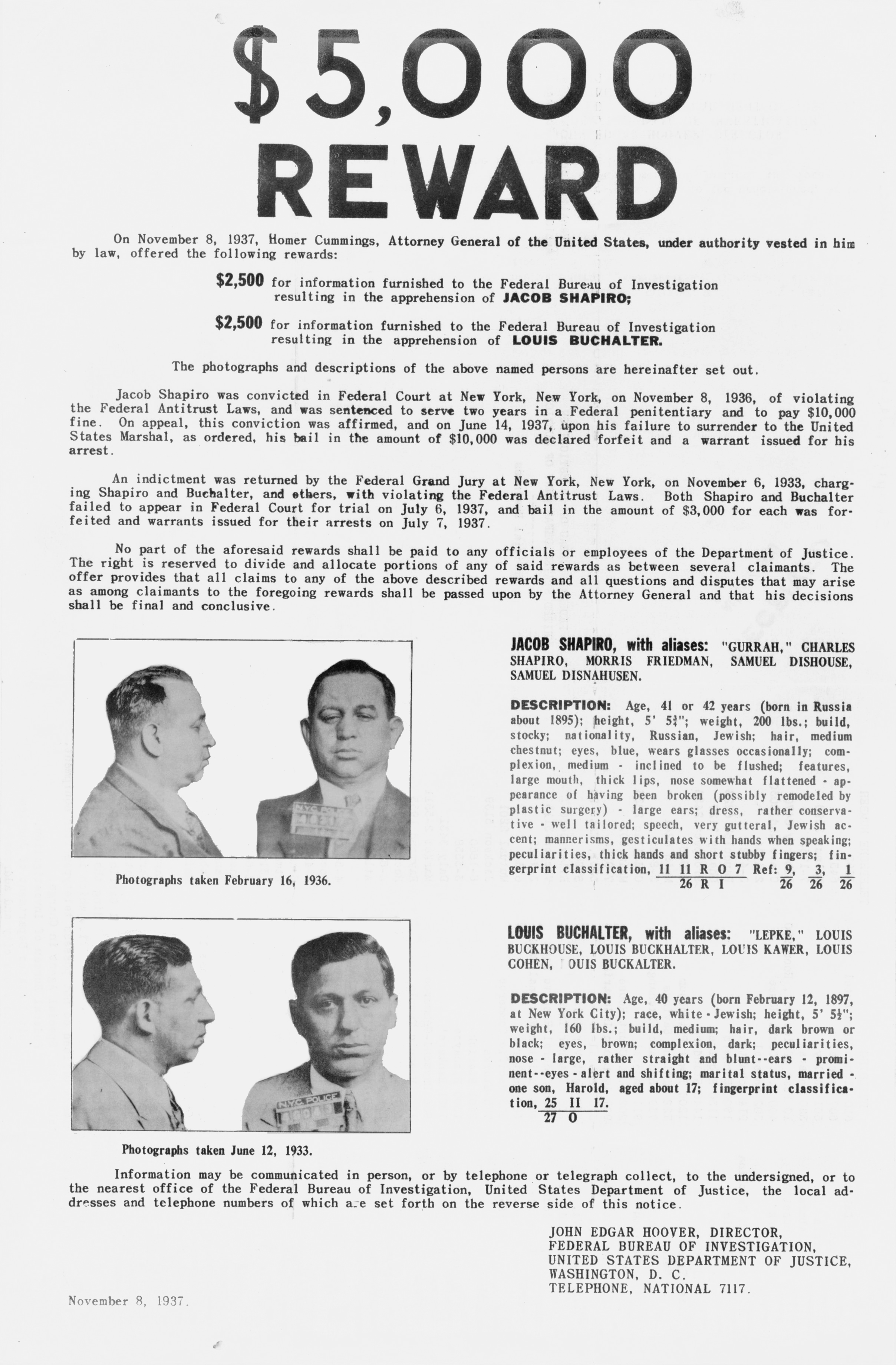
یک پوستر FBI برای جاکوب شاپیرو و لوئیس بوکلتر (۱۹۳۷)

اعتقاد بر این بود که Murder, Inc، مسئول بین ۴۰۰ تا ۱۰۰۰ قتل قراردادی است،  تا اینکه این گروه در سال ۱۹۴۱ توسط عضو سابق Abe "Kid Twist" Reles افشا شد.  در محاکمه های بعدی، بسیاری از اعضا محکوم و اعدام شدند و خود آبه رلس نیز پس از سقوط مشکوک از پنجره جان خود را از دست داد. توماس ای. دیویی ابتدا به عنوان دادستان قتل،  سایر پرونده های جرایم سازمان یافته به شهرت رسید، قبل از اینکه به عنوان چهل و هفتمین فرماندار نیویورک انتخاب شود. 
در سال ۱۹۳۲، آبه واگنر در مورد سندیکای جنایی به پلیس اطلاعاتی داد. او به سنت پل، مینه سوتا گریخت و برای فرار از تعقیب، لباس مبدلی پوشید. دو قاتل اجیر شده به نام های جورج یانگ و جوزف شافر او را پیدا کردند و به ضرب گلوله کشتند، اندکی بعد دستگیر شدند. باگزی سیگل با تمام تلاشی که کرد نتوانست آن دو قاتل را آزاد کند.

## اعضای شناخته شده
- لوئیس لپکه - رئیس اصلی Murder, Inc.
- باگزی سیگل - بنیانگذار و عضو اصلی
- آلبرت آناستازیا - جانشین بوکلتربود تا اینکه رئیس خانواده جنایتکاران گامبینو شد
- فرانک آببنداندو
- لویی کاپون
- فرانکی کاربو
- لویی کوهن
- فیلیپ "فارول کوچولو" کوهن
- آنیلو دلاکروسه
- ایزادور فریدمن
- مارتین گلدشتاین
- هیمن هولتز
- لوئیس کراویتز
- فیلیپ کوولیک
- ساموئل لوین
- سیمور ماگون
- هری میون
- آبه رلس
- جیکوب شاپیرو
- هری اشتراوس
- آلبرت تاننبام
- بنجامین تانن باوم
- امانوئل وایس
- وایتی کراکوف

## در فرهنگ عامه
مد
- نام Murder, Inc. روی ژاکت چرمی یکی از خدمه هواپیمای B-17 USAAF که در ۲۶ نوامبر ۱۹۴۳که بر فراز آلمان نازی سرنگون شد، نقش بسته بود. آثار هنری این ژاکت توسط جوزف گوبلز وزیر تبلیغات آلمان و آدولف هیتلر که استفاده از "اصطلاحات گانگستری" در لباس یک سرباز را محکوم می کردند، عکاسی و در سراسر جهان پخش شد. [۶] [۷]

فیلم ها
- " Murder Incorporated " آهنگی از بروس اسپرینگستین از آلبوم Greatest Hits او در (۱۹۹۵) است. این آهنگ ابتدا در سال ۱۹۸۲برای The Born in the USA ضبط شد اما در آن آلبوم استفاده نشده بود.
- Murder Inc. Records که توسط Irv Gotti نوشته شد، از نام این گروه جنایی نامگذاری شده است.
- هنرمندان هیپ هاپ و رپ، Jay-Z، DMX، و Ja Rule گروه رپ Murder Inc. را تشکیل دادند که بین سال‌های ۱۹۹۵ تا ۲۰۰۰ فعال بود، که ازالهام‌گرفته از نام فیلم اصلی Murder Inc. می باشد.

کتاب ها
- Murder Inc – The Story of the Syndicate (1951)، برتون تورکوس و سید فدر [۸]